# Eddie Polo (aktor)
Eddie Polo ps. Hercules of the Screen (ur. 1 lutego 1875 w Los Angeles, zm. 14 czerwca 1961 w Hollywood) – amerykański aktor kina niemego.

## Życiorys
Urodził się w 1875 roku w Los Angeles jako Edward W. Wyman, był jednym z sześciorga dzieci w rodzinie artystów cyrkowych. Przez trzydzieści cztery lata występował w cyrku, m.in. jako akrobata oraz strongman. W 1913 roku rozpoczął pracę jako kaskader w westernach z Broncho Billym oraz komediach z Slippery Jimem. Dwa lata później otrzymał rolę w serialu kinowym The Broken Coin, która rozpoczęła jego karierę aktorską. W tym samym roku wykonał pierwszy udany skok spadochronowy z wieży Eiffla oraz ustanowił rekord wysokości skoku ze spadochronem (1304 metry). W 1922 roku został producentem filmowym, jednakże niepowodzenie serialu kinowego Captain Kidd doprowadziło go na skraj bankructwa. W tym samym roku przeprowadził się do Niemiec, gdzie grał w filmach kategorii B, aż do końca epoki kina niemego. W epoce dźwięku grał jedynie drobne role. Ostatnim filmem, w którym wziął udział był W 80 dni dookoła świata z 1956 roku. Zmarł 1961 roku na zawał serca podczas obiadu w restauracji i jest pochowany na cmentarzu Valhalla Memorial Park.

## Wybrana filmografia

### Filmy fabularne
- 1923 – Prepared to Die jako John Pendleton Smythe

### Filmy krótkometrażowe
- 1915 – Cupid in a Hospital
- 1915 – The Hidden City jako Minister Poleau
- 1915 – Nabbed jako detektyw

### Seriale kinowe
- 1915 – The Broken Coin jako Rolleaux
- 1916 – Liberty jako Pedro
- 1917 – The Gray Ghost jako Marco
- 1917 – The Bull's Eye jako Cody
- 1918 – The Lure of the Circus jako Eddie Somers
- 1920 – The Vanishing Dagger jako John Edward Grant
- 1920 – King of the Circus jako Eddie King
- 1921 – Do or Die jako Jack Merton